# Tantilla
Tantilla is een geslacht van slangen uit de familie toornslangachtigen (Colubridae) en de onderfamilie Colubrinae.

## Naam en indeling
De wetenschappelijke naam van het geslacht werd in 1853 voorgesteld door Spencer Fullerton Baird en Charles Frédéric Girard. Een aantal soorten werd eerder tot andere geslachten gerekend, zoals Coluber, Homalocranion en Scolecophis.
Er zijn 66 soorten waarvan er een aantal vrij recentelijk zijn beschreven, zoals Tantilla gottei, Tantilla stenigrammi en Tantilla excelsa uit 2017. In de literatuur wordt hierdoor vaak een lager soortenaantal opgegeven.

## Uiterlijke kenmerken
Zelfs de grootste soorten blijven relatief klein en bereiken een totale lichaamslengte van vijftig tot iets meer dan zeventig centimeter. Tantilla alticola wordt bijvoorbeeld slechts 33 centimeter lang inclusief de staart. De schubben hebben een glad oppervlak en er zijn vijftien rijen gelegen op het midden van het lichaam. De ogen zijn vrij klein, de pupil heeft een ronde vorm.

## Levenswijze
Vrijwel alle soorten leven in de strooisellaag net onder het bodemoppervlak en zijn lastig te vinden. De slangen leven van kleine ongewervelden en veel soorten zijn gespecialiseerd in duizendpoten.

## Verspreiding en habitat
Vertegenwoordigers van dit geslacht komen voor in delen van Noord-, Midden- en Zuid-Amerika. De slangen zijn aangetroffen in de landen Panama, Trinidad en Tobago, Colombia, Venezuela, Brazilië, Argentinië, Bolivia, Uruguay, Guyana, Suriname, Frans-Guyana, Ecuador, Peru, Paraguay, Honduras, Belize, Verenigde Staten, Mexico, Nicaragua, Costa Rica, Guatemala en El Salvador.
De habitat bestaat voornamelijk uit vochtige tropische en subtropische bossen, zowel in laaglanden als in bergstreken. Ook in drogere en gematigde bossen en scrublands komen veel soorten voor. Daarnaast zijn een aantal soorten te vinden in door de mens aangepaste streken zoals weilanden en plantages.

## Beschermingsstatus
Door de internationale natuurbeschermingsorganisatie IUCN is aan 58 soorten een beschermingsstatus toegewezen. Van de soorten worden er 31 gezien als 'veilig' (Least Concern of LC), zeventien als 'onzeker' (Data Deficient of DD), en drie als 'kwetsbaar' (Vulnerable of VU). Vier soorten staan te boek als 'bedreigd' (Endangered of EN) en drie soorten ten slotte worden beschouwd als 'ernstig bedreigd' (Critically Endangered of CR).

## Soorten

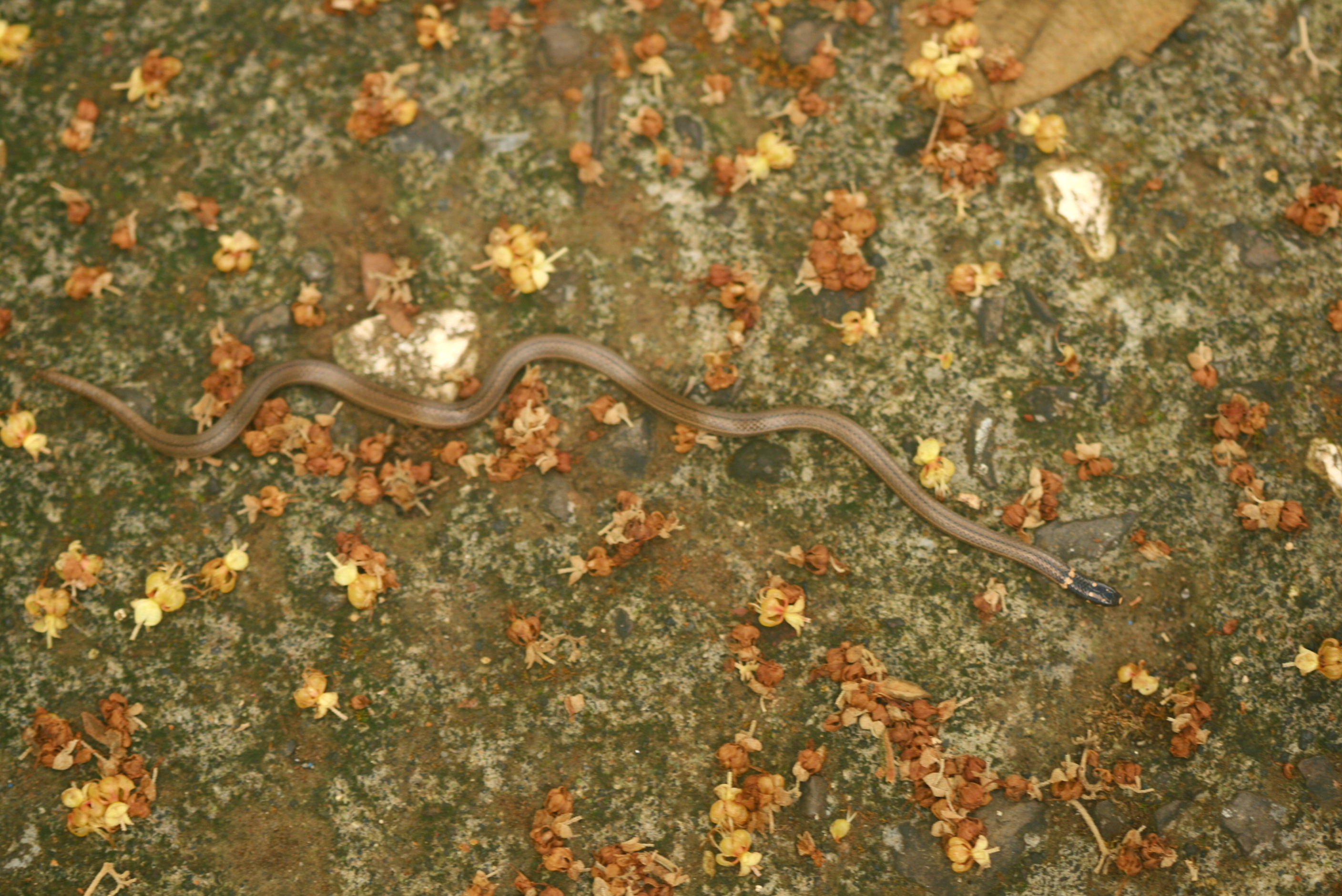
Tantilla armillata, exemplaar uit Costa Rica.

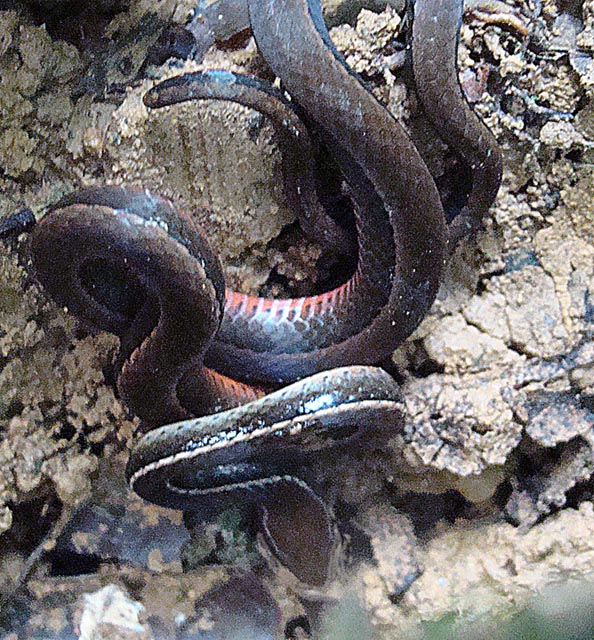
Tantilla alticola, exemplaar uit Panama.

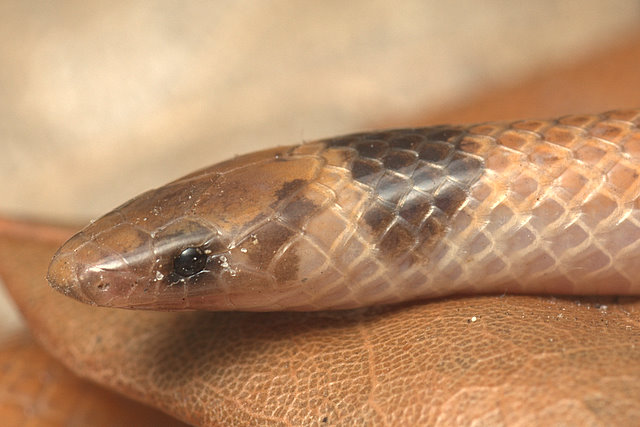
Tantilla relicta, exemplaar uit de Verenigde Staten.

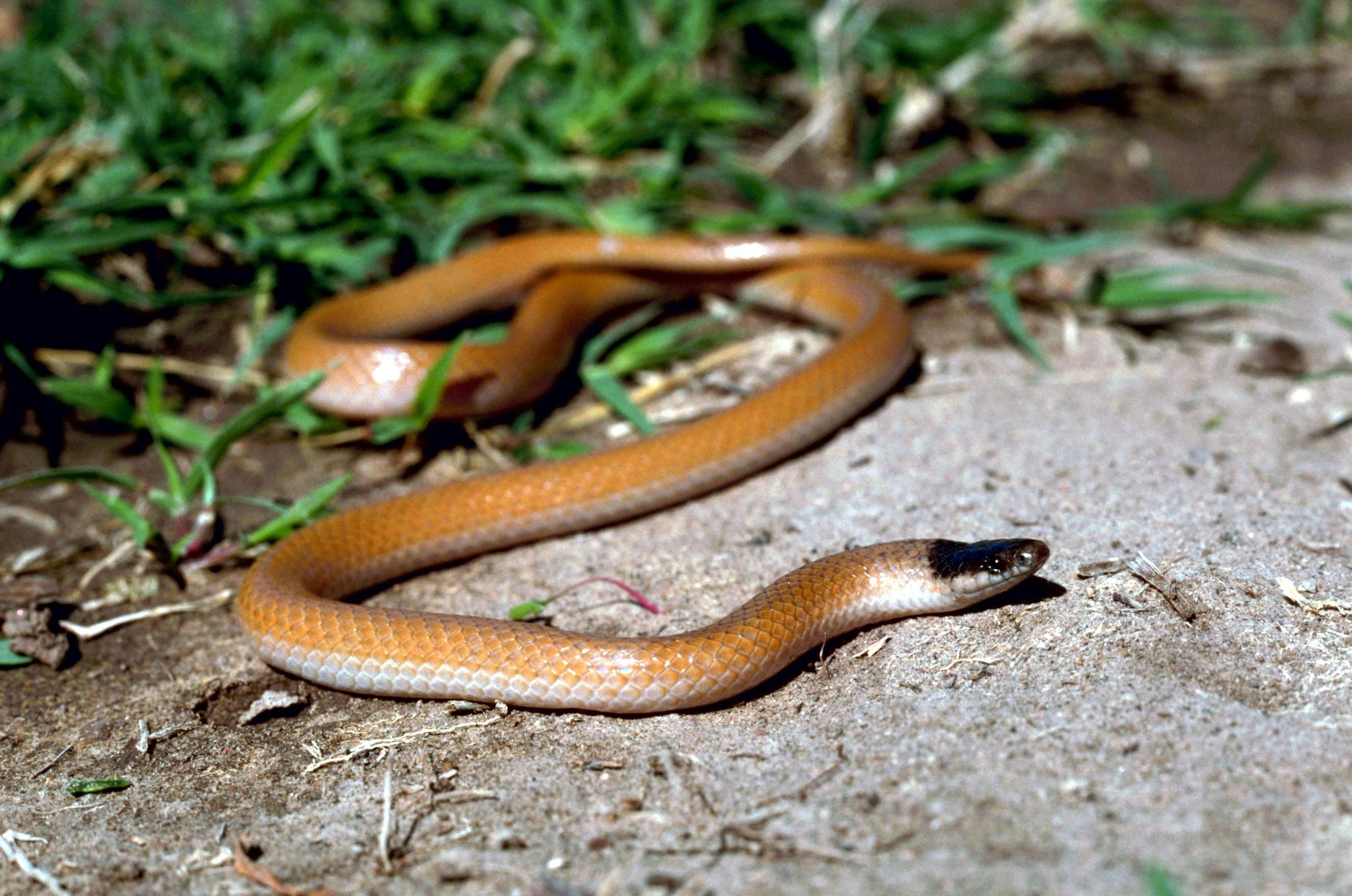
Tantilla nigriceps, exemplaar uit de Verenigde Staten.

| Naam                   | Auteur                                                                | Verspreidingsgebied |
| ---------------------- | --------------------------------------------------------------------- | --- |
| Tantilla albiceps      | Barbour, 1925                                                         | Panama |
| Tantilla alticola      | Boulenger, 1903                                                       | Nicaragua, Costa Rica, Panama, Colombia, Ecuador                                                                                                 |
| Tantilla andinista     | Wilson & Mena, 1980                                                   | Ecuador |
| Tantilla armillata     | Cope, 1875                                                            | Panama, Costa Rica, El Salvador, Nicaragua, Honduras, Guatemala                                                                                  |
| Tantilla atriceps      | Günther, 1895                                                         | Verenigde Staten, Mexico |
| Tantilla bairdi        | Stuart, 1941                                                          | Guatemala |
| Tantilla berguidoi     | Batista, Mebert, Lotzkat & Wilson, 2016                               | Panama |
| Tantilla bocourti      | Günther, 1895                                                         | Mexico |
| Tantilla boipiranga    | Sawaya & Sazima, 2003                                                 | Brazilië |
| Tantilla brevicauda    | Mertens, 1952                                                         | El Salvador, Guatemala |
| Tantilla briggsi       | Savitzky & Smith, 1971                                                | Mexico |
| Tantilla calamarina    | Cope, 1866                                                            | Mexico |
| Tantilla capistrata    | Cope, 1875                                                            | Peru, Ecuador |
| Tantilla cascadae      | Wilson & Meyer, 1981                                                  | Mexico |
| Tantilla ceboruca      | Canseco-Márquez, Smith, Ponce-Campos, Flores Villela & Campbell, 2007 | Mexico |
| Tantilla coronadoi     | Hartweg, 1944                                                         | Mexico |
| Tantilla coronata      | Baird & Girard, 1853                                                  | Verenigde Staten |
| Tantilla cucullata     | Minton, 1956                                                          | Verenigde Staten, Mexico |
| Tantilla cuniculator   | Smith, 1939                                                           | Mexico, Belize, Guatemala |
| Tantilla deppei        | Bocourt, 1883                                                         | Mexico |
| Tantilla excelsa       | McCranie & Smith, 2017                                                | Honduras |
| Tantilla flavilineata  | Smith & Burger, 1950                                                  | Mexico |
| Tantilla gottei        | McCranie & Smith, 2017                                                | Honduras |
| Tantilla gracilis      | Baird & Girard, 1853                                                  | Verenigde Staten, Mexico |
| Tantilla hendersoni    | Stafford, 2004                                                        | Belize |
| Tantilla hobartsmithi  | Taylor, 1936                                                          | Verenigde Staten, Mexico |
| Tantilla impensa       | Campbell, 1998                                                        | Guatemala, Honduras, Mexico |
| Tantilla insulamontana | Wilson & Mena, 1980                                                   | Ecuador |
| Tantilla jani          | Günther, 1895                                                         | Guatemala |
| Tantilla johnsoni      | Wilson, Vaughn & Dixon, 1999                                          | Mexico |
| Tantilla lempira       | Wilson & Mena, 1980                                                   | Honduras |
| Tantilla melanocephala | Linnaeus, 1758                                                        | Panama, Trinidad en Tobago, Colombia, Venezuela, Brazilië, Argentinië, Bolivia, Uruguay, Guyana, Suriname, Frans-Guyana, Ecuador, Peru, Paraguay |
| Tantilla miyatai       | Wilson & Knight, 1987                                                 | Ecuador |
| Tantilla moesta        | Günther, 1863                                                         | Mexico, Guatemala, Belize |
| Tantilla nigra         | Boulenger, 1914                                                       | Colombia |
| Tantilla nigriceps     | Kennicott, 1860                                                       | Verenigde Staten, Mexico |
| Tantilla oaxacae       | Wilson & Meyer, 1971                                                  | Mexico |
| Tantilla olympia       | Townsend, Wilson, Medina-Flores & Herrera-B., 2013                    | Honduras |
| Tantilla oolitica      | Telford, 1966                                                         | Verenigde Staten |
| Tantilla petersi       | Wilson, 1979                                                          | Ecuador |
| Tantilla planiceps     | Blainville, 1835                                                      | Verenigde Staten, Mexico |
| Tantilla psittaca      | McCranie, 2011                                                        | Honduras |
| Tantilla relicta       | Telford, 1966                                                         | Verenigde Staten |
| Tantilla reticulata    | Cope, 1860                                                            | Nicaragua, Costa Rica, Panama, Colombia |
| Tantilla robusta       | Canseco-Márquez, Mendelson & Gutiérrez-Mayén, 2002                    | Mexico |
| Tantilla rubra         | Cope, 1875                                                            | Mexico, Guatemala |
| Tantilla ruficeps      | Cope, 1894                                                            | Costa Rica, Nicaragua, Panama |
| Tantilla schistosa     | Bocourt, 1883                                                         | Mexico, Belize, Guatemala, Honduras, Nicaragua, Costa Rica, Panama, mogelijk in El Salvador                                                      |
| Tantilla semicincta    | Duméril, Bibron & Duméril, 1854                                       | Colombia, Venezuela |
| Tantilla sertula       | Wilson & Campbell, 2000                                               | Mexico |
| Tantilla shawi         | Taylor, 1949                                                          | Mexico |
| Tantilla slavensi      | Pérez-Higareda, Smith & Smith, 1985                                   | Mexico |
| Tantilla stenigrammi   | McCranie & Smith, 2017                                                | Honduras |
| Tantilla striata       | Dunn, 1928                                                            | Mexico |
| Tantilla supracincta   | Peters, 1863                                                          | Nicaragua, Costa Rica, Panama, Ecuador, Colombia                                                                                                 |
| Tantilla taeniata      | Bocourt, 1883                                                         | Guatemala, Honduras, El Salvador, Nicaragua |
| Tantilla tayrae        | Wilson, 1983                                                          | Mexico |
| Tantilla tecta         | Campbell & Smith, 1997                                                | Guatemala |
| Tantilla tjiasmantoi   | Koch & Venegas, 2016                                                  | Peru |
| Tantilla trilineata    | Peters, 1880                                                          | Mogelijk in Brazilië of Honduras, onzeker |
| Tantilla triseriata    | Smith & Smith, 1951                                                   | Mexico |
| Tantilla tritaeniata   | Smith & Williams, 1966                                                | Honduras |
| Tantilla vermiformis   | Hallowell, 1861                                                       | Nicaragua, Costa Rica, El Salvador, Honduras, Guatemala                                                                                          |
| Tantilla vulcani       | Campbell, 1998                                                        | Guatemala, Mexico |
| Tantilla wilcoxi       | Stejneger, 1902                                                       | Verenigde Staten, Mexico |
| Tantilla yaquia        | Smith, 1942                                                           | Verenigde Staten, Mexico |